# Llac Angelus
El llac Angelus (anglès: Lake Angelus) és un llac privat de 193 hectàrees per a tots els esports situat a la comunitat de Lake Angelus (principalment a Auburn Hills, però una part occidental està a Waterford) del comtat d'Oakland, a l'estat de Michigan dels Estats Units. És el novè més gran i el vuitè més profund llac del comtat d'Oakland.
A principis del segle xx, el llac s'anomenava Three Mile Lake. Durant la dècada de 1920, el llac fou rebatejat com a Lake Angelus per la senyora Sollace B. Collidge.